# Tratado sino-americano para la renuncia de los derechos extraterritoriales en China
El Tratado sino-americano para la Renuncia de los Derechos Extraterritoriales en China o Nuevo Tratado de Igualdad sino-americano fue un tratado bilateral firmado por los Estados Unidos y la República de China el 11 de enero de 1943. El nombre formal del tratado era Tratado entre los Estados Unidos de América y la República de China para la renuncia de los derechos extraterritoriales en China y la regulación de asuntos relacionados. Entró en vigencia el 20 de mayo de 1943 luego del intercambio mutuo de ratificaciones de conformidad con el Artículo VIII.
Después de que Estados Unidos declaró la guerra a Japón el 8 de diciembre de 1941, los gobiernos de Estados Unidos y Reino Unido decidieron mutuamente que sería ventajoso poner fin a la extraterritorialidad y los privilegios unilaterales en China que habían sido otorgados por los "tratados desiguales". Así se terminó la extraterritorialidad, sometiendo a los ciudadanos de los Estados Unidos y el Reino Unido en China a la ley china, así como a la existencia de puertos de tratados y sus asentamientos extranjeros autónomos, cuartos de legación y el derecho de estacionar buques de guerra extranjeros en aguas chinas y extranjeras. tropas en territorio chino.
En estrecha coordinación con los Estados Unidos, el Reino Unido y China también establecieron un tratado correspondiente que sirvió esencialmente para el mismo propósito y se concluyó el mismo día.

## Antecedentes
Después de que se declarara la guerra entre Estados Unidos y Japón en diciembre de 1941, Estados Unidos se convirtió en el aliado de China, pero no pudo enviar la ayuda militar necesaria a gran escala. Los funcionarios japoneses justificaron sus conquistas al afirmar que Japón estaba liberando a Asia del imperialismo occidental y que los occidentales eran racistas y explotadores. Un alto funcionario del Departamento de Estado de los Estados Unidos advirtió que "los chinos están cada vez más decepcionados y resentidos" y que algunos chinos "comenzaron a hablar de la posibilidad de que China dejara de ser un beligerante activo". El ex-secretario de Estado de los Estados Unidos Cordell Hull, aunque no se encuentra en el círculo interno de la política hacia China, centró su atención en negociar un tratado para poner fin a los privilegios otorgados durante el siglo anterior. El tratado fue ratificado por el Senado de los Estados Unidos por unanimidad y entró en vigencia el 20 de mayo de 1943.
En Chongqing, la capital de China durante la guerra, el generalísimo Chiang Kai-shek declaró que con la firma de los tratados, "una China independiente en pie de igualdad" se ha convertido en "un verdadero amigo" de Gran Bretaña y Estados Unidos. En adelante, Chiang concluyó, "si somos débiles, si carecemos de confianza en nosotros mismos, la culpa será nuestra". La prensa oficial elogió a Chiang. Un periódico dijo que los tratados convirtieron los tratados desiguales en no más que "una pila de papel usado", y se jactó de que si no fuera por nuestro Partido y por Sun Yat-sen y el Generalísimo Chiang, los tratados seguirían vigentes. La prensa izquierdista y comunista reaccionó rápidamente. Elogiaron los esfuerzos del Partido Comunista en la creación del Frente Unido y afirmaron que el partido había sido un líder en la lucha por la liberación nacional.
En diciembre de 1943, en respuesta a algunas de las mismas presiones que provocaron el fin de la extraterritorialidad, el Senado aprobó la Ley de derogación de exclusión china que puso fin a la exclusión formal y legal de los chinos de la inmigración a los Estados Unidos.

## Términos del tratado
Los términos del Tratado se resumen a continuación:
- Artículo I: Estados Unidos renunció a todos los derechos de extraterritorialidad en China, incluidos los derechos previamente establecidos en virtud del Tratado de Wanghia y el Tratado de Tientsin. Como resultado, el Tribunal de los Estados Unidos para China y los Tribunales Consulares de los Estados Unidos en China, que ejercieron jurisdicción extraterritorial en China, fueron abolidos.
- Artículo II: Estados Unidos y China terminaron el Protocolo Bóxer.
- Artículo III: Estados Unidos acordó que la administración y el control de los acuerdos internacionales en Shanghái y Amoy deberían volver a China. En consecuencia, EE. UU. renunció a sus derechos de administración y control a China y acordó ayudar a China a obtener la renuncia a dichos derechos de otros países.
- Artículo IV: Se debían respetar los títulos y arrendamientos inmobiliarios anteriores en China.
- Artículo V: Estados Unidos había permitido durante mucho tiempo a los ciudadanos chinos viajar, residir y comerciar dentro de su territorio. Según el Artículo V, China correspondió estos derechos a los ciudadanos estadounidenses dentro de su territorio. Estados Unidos y China también acordaron tratar a los ciudadanos de cada uno dentro de su territorio de la misma manera que a sus propios ciudadanos con respecto a todos los procedimientos legales, la administración de justicia y los impuestos.
- Artículo VI: Cada nación estaba autorizada a establecer oficinas consulares en la otra nación. Los nacionales de cada nación presente en la otra nación estaban autorizados a comunicarse con las oficinas consulares de su nación.
- Artículo VII: Estados Unidos y China acordaron que ambas naciones negociarían un tratado moderno integral de amistad, comercio, navegación y derechos consulares seis meses después del final de la Segunda Guerra Mundial. Como resultado, se estableció el Tratado de Amistad, Comercio y Navegación entre los Estados Unidos de América y la República de China.
- Artículo VIII: Se establecieron los requisitos para que el Tratado entre en vigor, incluida la ratificación. De acuerdo con estos requisitos, el Tratado entró en vigencia el 20 de mayo de 1943.